# Departamento (entidad subnacional)
Un departamento es un tipo de entidad subnacional. Aunque varía entre países, generalmente es mayor que de un municipio. En la actualidad únicamente existen departamentos de primer nivel en naciones de Hispanoamérica y África.

## Etimología
«Departamento» proviene del francés département. Se compone del prefijo dé- (prefijo de separación), partir (partir) y el sufijo -ment (equivalente a -mento en español). Originalmente en el siglo XIII aludía a separación de las responsabilidades de un matrimonio. Posteriormente pasó a denominar cualquier parte que integra una mayor, como las regiones político-administrativas o religiosas en Francia.

## Historia
Como unidad territorial, el término fue usado por primera vez por los gobiernos de la Francia revolucionaria, aparentemente para enfatizar que dicho territorio era simplemente una subdivisión administrativa del estado soberano. Dicha específica denominación tenía como objetivo 
desenfatizar la identidad política local en fuerte contraste con las federaciones.
Tras las guerras de independencia hispanoamericanas muchos países de América adoptaron este tipo de división territorial por influencia francesa.
En la actualidad los departamentos como entidades subnacionales no quiere decir necesariamente que no puedan poseer un autogobierno dependiendo de las constituciones de cada país y su estructura. 

## Países que poseen departamentos

### Como primer nivel administrativo
| País                | Nombre nativo            | N.º |
| ------------------- | ------------------------ | --- |
| Benín               | Département (en francés) | 12  |
| Bolivia             | Departamento             | 9   |
| Colombia            | Departamento             | 32  |
| El Salvador         | Departamento             | 14  |
| Guatemala           | Departamento             | 22  |
| Haití               | Département (en francés) | 10  |
| Honduras            | Departamento             | 18  |
| Nicaragua           | Departamento             | 15  |
| Paraguay            | Departamento             | 17  |
| Perú                | Departamento             | 24  |
| República del Congo | Département (en francés) | 12  |
| Uruguay             | Departamento             | 19  |

#### Como segundo nivel administrativo
| País            | Nombre nativo            | N.º | Entidades superiores |
| --------------- | ------------------------ | --- | -------------------- |
| Argentina       | Departamento             | 380 | 22 provincias        |
| Burkina Faso    | Département (en francés) | 301 |                      |
| Camerún         | Département (en francés) | 58  |                      |
| Chad            | Département (en francés) | 61  |                      |
| Costa de Marfil | Département (en francés) | 58  |                      |
| Francia         | Département (en francés) | 101 |                      |
| Gabón           | Département (en francés) | 37  |                      |
| Mauritania      | Département (en francés) | 44  |                      |
| Níger           | Département (en francés) | 63  |                      |
| Senegal         | Département (en francés) | 45  |                      |

## Países que se dividieron con departamentos

### Países vigentes
| País           | Nombre nativo                         | Notas |
| -------------- | ------------------------------------- | --- |
| Chile          | Departamento                          | Subdivisión del país entre 1822 y 1975                                                                             |
| España         | Departamento/Département (en francés) | Cuatro durante la ocupación napoleónica (1812-1814) y el Departamento Marítimo, por mandato de Fernando VI en 1749 |
| Estados Unidos | Department (en inglés)                | Departamento de Alaska (1867-1884), ahora estado.                                                                  |
| México         | Departamento                          | Entidad subnacional en el país durante la República Centralista (1835-1846) y el Segundo Imperio (1863-1867)       |

### Estados históricos
- Primer Imperio Francés (1804-1814).
  - Ducado de Varsovia.
  - Reino de Westfalia.
- Gran Colombia (1819-1830).
- Confederación Perú-Boliviana (1836-1839).